# Fritz Leiber

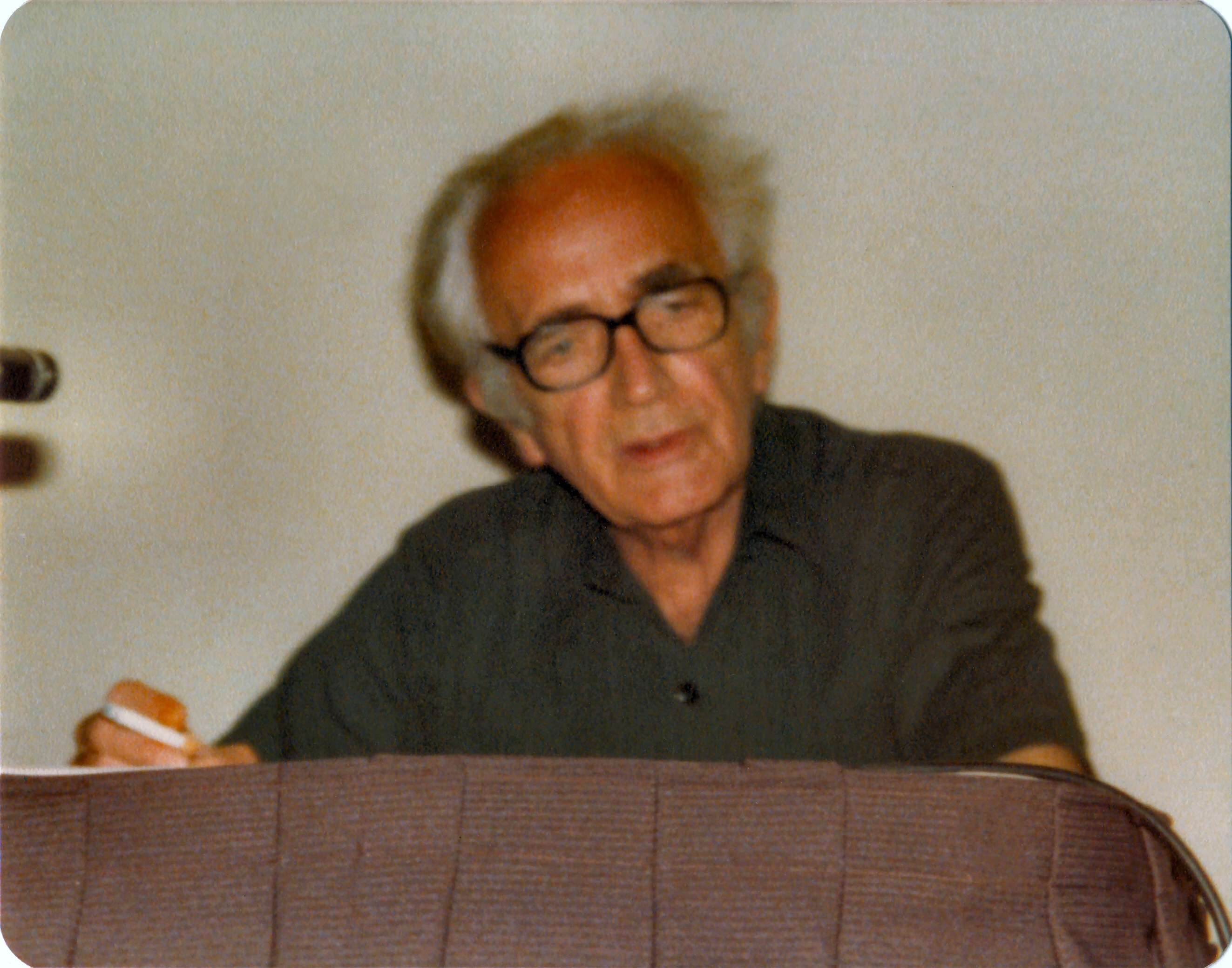
Fritz Leiber (1978)

Fritz Leiber (junior) (* 24. Dezember 1910 in Chicago, Illinois; † 5. September 1992 in San Francisco, Kalifornien; eigentlich Fritz Reuter Leiber junior) war ein US-amerikanischer Schauspieler und Autor von Science-Fiction-, Fantasy- und Horror-Geschichten und Romanen.

## Leben
Fritz Reuter Leiber jr. kam als Sohn von Fritz Leiber senior und seiner Ehefrau Virginia (geb. Bronson) am Weihnachtsabend des Jahres 1910 zur Welt. Leiber hatte deutsche Wurzeln – sein Großvater Albrecht Leiber stammte aus Baden-Baden. Seine Eltern waren beide Shakespeare-Darsteller, die mit der Robert Mantell’s Shakespearean Repertory Company tourten, und Fritz Leiber Senior spielte in über 60 Hollywood-Filmen mit. Die frühe Berührung mit der Theaterbühne war prägend für Leibers Umgang mit Sprache, wie er später erläuterte: „Es war ein Glück für mich, in meiner frühesten Jugend immer wieder die Sprache von einem Dutzend Shakespeare-Stücken zu hören, während meine Eltern auf der Bühne standen und probten. Man sagte mir, dass ich den Part meines Vaters in ‚Hamlet‘ mit auswendig lernte, als ich vier Jahre alt war. Und einen großen Teil von ‚Macbeth‘ kann ich heute noch aus dem Stegreif rezitieren“ (Lit.: Walker, S. 182).
Später studierte Leiber Philosophie und Psychologie an der Universität von Chicago, wo er summa cum laude in Psychologie graduierte. Ab 1934 war er Darsteller in der Company seiner Eltern, verließ aber die Show, nachdem er im Januar 1936 die walisische Dichterin Jonquil Stephens geheiratet hatte. Die Leibers zogen nach Hollywood, wo Fritz Leiber hoffte, Arbeit beim Film zu finden und Horrorstories zu schreiben begann, um sie zu verkaufen. Seine Frau machte Leiber auf den Weird-Tales-Autor H. P. Lovecraft aufmerksam, mit dem er daraufhin acht Monate lang intensiv bis zu dessen Tod im März 1937 korrespondierte, während er gleichzeitig seinen eigenen schriftstellerischen Weg suchte. Lovecraft ermutigte ihn und „… hämmerte mir ein, dass man beim Schreiben auf Ehrlichkeit, Überzeugung, Sorgfalt, Vollkommenheit und Wissenschaftlichkeit achten muss“ (Lit.: Walker, S. 182).
Seine Erfahrungen als Schauspieler in der Schauspieltruppe seiner Eltern nutzend, trat er in dieser Zeit – zumeist ohne Nennung im Abspann – auch in einigen Hollywood-Filmen in Nebenrollen auf, so 1935 in Louis Pasteur von William Dieterle und Flucht aus Paris von Jack Conway, 1936 in George Cukors Camille mit Greta Garbo, und – zusammen mit seinem Vater – 1937 in James Whales The Great Garrick, 1940 mit Bette Davis in Hölle, wo ist dein Sieg oder mit Claude Rains in Phantom der Oper (1943) sowie 1945 mit Maureen O’Hara und Paul Henreid in dem Piratenfilm Die Seeteufel von Cartagena und mit Merle Oberon und wiederum Claude Rains in dem Filmdrama Die Liebe unseres Lebens.
1938 wurde der Sohn Justin geboren, der in den 1980er Jahren auch einige SF- und Fantasy-Romane verfassen sollte, und die Leibers kehrten nach Chicago zurück. Zwischen 1937 und 1956 arbeitete Leiber unter anderem bei Consolidated Book Publishers in Chicago als Redakteur für die Standard American Encyclopedia, als Sprachlehrer am Occidental College in Los Angeles, als Qualitätsprüfer bei den Douglas Flugzeugwerken sowie ab 1944 als Redakteur beim Science Digest Magazine, ehe er 1956 freier Schriftsteller wurde. Bis 1947 erschienen seine Geschichten ausschließlich in Magazinen wie Weird Tales, Unknown, Galaxy , Astounding Science Fiction und anderen.
Leiber genoss seit ungefähr Mitte der 1950er Jahre besonders in den USA und bei seinen SF-Schriftstellerkollegen einen guten Ruf als Autor von eigenwilliger, detailliert ausgearbeiteter Weird Fiction, die in Stil und Stimmung sehr unterschiedlich ausfallen konnte, je nachdem, ob der Autor in der jeweiligen Geschichte mehr zu Fantasymotiven, zum Horror, zur Science-Fiction oder zu einer Mischform griff. 1967 führte Leibers allgemeine Wertschätzung in SF-Kreisen dazu, dass seine Kurzgeschichte Gonna Roll the Bones (dt. Ich muss mal wieder würfeln, 1980), in der ein Mann mit dem Tod ein makabres Würfelspiel spielt, in Harlan Ellisons einflussreiche SF-Anthologie Dangerous Visions aufgenommen wurde. Leiber ging zu diesem Zeitpunkt auf die Sechzig zu, während in der Anthologie mehrheitlich wesentlich jüngere Autoren wie etwa Delany, Spinrad, Sladek oder Aldiss vertreten waren.
Seit den späten 1950er Jahren wurde Leiber zunehmend durch das Werk des Psychologen Carl Gustav Jung beeinflusst, insbesondere von dessen Konzepten der Anima und des Schattens. Speziell das Konzept der Anima nutzte Leiber in mehreren Geschichten, um die Faszination, aber auch die Verunsicherung zu erforschen, die von Frauen und allgemein vom Weiblichen auf ihn ausgingen. Vielleicht kann man hier den Grund für die vielen ambivalenten Katzengestalten sehen, die Leiber in seinen Romanen und Stories so liebevoll geschildert hat. Auch im Alltag hatte er eine große Affinität zu diesen Tieren: „O ja, ich habe viele Katzen gehabt. Einmal sogar zwei […]. Obwohl ich geschworen hatte, nie wieder eine Katze aufzunehmen. Aber eines Tages fand ich einen halbverhungerten Kater zwischen den Müllcontainern. Er stand auf einem toten Kameraden und knurrte die Welt an. Er ist in ‚Space-Time for Springers‘ literarisch verewigt worden. Und dann gab es bis vor kurzem noch ‚Psycho‘, die ich fand, nachdem eine Gruppe von Kindern sie mit ‚wissenschaftlichen Experimenten‘ bis zum Wahnsinn gequält hatte. Milch, Vitamine und eine geborgene Umgebung heilten sie innerhalb von sechsundreißig Stunden von ihrer Psychose“ (Lit.: Walker, S. 189).
Im September 1969 starb Leibers Frau Jonquil an einer Mischung aus Schlaftabletten und Alkohol. Leiber litt in der Folge sehr unter dem Tod seiner Frau, mit der er viele Interessen geteilt hatte, schrieb jahrelang nur wenig und hatte bis etwa 1972 wieder vermehrt mit einem Alkoholproblem zu kämpfen, das ihm schon seit zwanzig Jahren sporadisch zu schaffen machte. In dieser Zeit zog er nach San Francisco, das auch sein letzter Wohnort werden sollte. Mitte der 1970er Jahre hatte er – auch durch die Rückkehr zum Schreiben – seine Alkoholsucht endgültig überwunden. Sein letzter großer Roman Our Lady of Darkness entstand, in dem er zum Teil seine eigene Situation als verwitweter und nicht mehr ganz junger Schriftsteller verarbeitete. In einer früheren und kürzeren Version erschien das Werk ab Januar 1977 im Magazine of Fantasy and Science Fiction als Novelle unter dem Titel The Pale Brown Thing.
Am 15. Mai 1992, vier Monate vor seinem Tod, heiratete Leiber seine langjährige Freundin Margo Skinner. Leiber, der sich neben seiner schriftstellerischen Arbeit unter anderem mit Geschichte, Astronomie und Metaphysik beschäftigte, war ein exzellenter Schachspieler. Er starb am 5. September 1992 in San Francisco.

## Werk
Leibers Werk zeichnet Vielfalt aus. Er verstand, sich mit gleicher künstlerischer Energie und Qualität in verschiedenen Genres auszudrücken oder die Genres – etwa Horror mit Science-Fiction in der Geschichte The Oldest Soldier, 1960 (dt. Nachhutgefechte, 1974) – scheinbar mühelos zu vermischen. Leiber sah Science-Fiction, Horror und Fantasy nicht als eigenständige Genres, sondern eher als frei kombinierbare Erzählmöglichkeiten an. Gleichwohl beherzigte er, wenn er innerhalb eines etablierten Genres schrieb, durchaus dessen Konventionen. Leibers größte Leistungen erbrachte er als Autor von über 200 Kurzgeschichten, obwohl auch mehrere gelungene – und mit Preisen ausgezeichnete – Romane von ihm stammen. Den Grund, warum seine Kurzgeschichten mehr Anklang fanden als seine Romane, sah er selbst unter anderem darin, dass es sehr schwierig sei, „... die Stimmung von übernatürlichem Horror über die Länge eines Romans aufrechtzuerhalten. [...] Und seit die SF sich für Ideen, Meinungen und Spekulationen interessiert (und das, was unmöglich scheint, möglich macht), ist sie ebenfalls mehr für Kurzgeschichten geeignet – wahrscheinlich aber nicht in dem Maße wie das Horror-Genre“ (Lit.: Walker, S. 186–187).
Speziell die Fantasy- und Horror-Texte Leibers strahlen heute zumeist eine (im guten Sinne) altmodische Gediegenheit aus und verraten, wie ernsthaft und sorgfältig er die Konstruktion von Plot, Details und Charakteren betrieb. Aber auch stilistisch wegweisende Texte, die etwa die New Wave in der Science-Fiction der 1960er Jahre vorwegnehmen, stammen von ihm. Humor, Satire und Erotik kommen dabei eher in Leibers SF und Fantasy zum Tragen, während seine Horrorgeschichten dem Genre gemäß zum Düsteren und Pessimistischen neigen.
Leiber hat sowohl erfolgreich bereits vorhandene Themen aus dem Fundus der Science-Fiction übernommen (etwa das Motiv der Zeitreise als Grundlage einer Serie von Geschichten um den „Change War“, zu der auch der Roman The Big Time gehört), als auch selbst als Erneuerer von Genres gewirkt. So kann er heute als einer der Begründer des modernen urbanen Horrors und der urbanen Fantasy gelten, die nicht mehr auf viktorianische Spukhäuser, Spinnweben und flatternde Gewänder angewiesen ist, und man kann ihm die Mitentwicklung des Genres der Sword and Sorcery zuschreiben, mit dem er unter anderem zum Vorbild für mehrere jüngere Schriftsteller wurde. Leiber hat den Katastrophenroman mit Melancholie, rassenübergreifendem Sex zwischen Mensch und außerirdischem Katzenwesen und einer Schilderung der Swinging Sixties in Kalifornien verbunden (The Wanderer, 1964), und er hat es geschafft, die Handlung eines Zeitreise-Romans auf einen einzigen kleinen Raum mit nur einer Handvoll Figuren zu konzentrieren, die innerhalb einer kurzen Zeitspanne agieren, was den Text wie ein Bühnenstück wirken lässt (The Big Time, 1958 in zwei Teilen im Magazin Galaxy, Buchausgabe 1961; dt. zuerst 1974 als Eine tolle Zeit, 1982 dann als Eine große Zeit). Tatsächlich wurde der Roman im November 1982 vom Babcock Theatre in Salt Lake City für die Bühne adaptiert.
Der Autor hat bissige SF-Satiren wie die Romane The Silver Eggheads (1962, dt. als Die programmierten Musen, 1972) und A Specter is Haunting Texas (1969) geschrieben, genauso wie Horrorgeschichten, die mit für das Genre ungewöhnlichen, schwer fassbaren übersinnlichen Entitäten aufwarten, etwa den Roman Our Lady of Darkness, 1977, oder die Kurzgeschichte A Bit of the Dark World, 1962 (dt. Begegnung mit der Schattenwelt, 1974).
Zu guter Letzt stammen mehrere literaturtheoretische Texte aus seiner Feder, darunter zwei Essays über seinen frühen Mentor H. P. Lovecraft: “The Whisperer” Re-examined und Through Hyperspace with Brown Jenkin. 1984 schließlich erschien in der Storysammlung The Ghost Light sein langer autobiographischer Text Not Much Disorder and Not So Early Sex.
2001 wurde Leiber in die Science Fiction Hall of Fame aufgenommen.

### Horror und Science-Fiction
Leibers erste veröffentlichte Geschichte erschien im August 1939 im Magazin Unknown. Da während des Zweiten Weltkrieges Fortsetzungsromane in Magazinen nicht populär waren, kürzte Leiber einige seiner Texte stark, um weiterhin publizieren zu können. Auch nahm er wiederholt eigene Kurzgeschichten zum Anlass, um sie Jahre später zu Romanen auszubauen. Im Jahr 1947 erschien bei Arkham House, einem Verlag, der sich auf die Herausgabe der Werke von H. P. Lovecraft spezialisiert hatte, mit dem Buch Night’s Black Agents eine erste Auswahl von Leibers vorher nur in Pulp-Magazinen erschienenen Kurzgeschichten.
1950 kam dann mit Gather, Darkness! Leibers erster Roman in Buchform heraus (zuerst 1943 im Magazin Astounding Science Fiction); er handelt von der Überwindung einer diktatorischen Theokratie in den USA durch Rebellen, die ihre Super-Technik als Magie tarnen. In dem ebenfalls schon 1943 in Fortsetzungen im Magazin Unknown abgedruckten, aber erst 1953 als Buch herausgegebenen Roman Conjure Wife (dt. Spielball der Hexen, 1976) entdeckt Professor Norman Saylor, dass nicht nur seine Frau, sondern alle Frauen in seiner Umgebung praktizierende Hexen sind – was dem Protagonisten bisher, ohne dass er es ahnte, zugutekam, da seine Frau ihn seit der Heirat mit ihrer Zauberei vor dem Zauber der anderen Frauen beschützte. Der rational denkende Saylor überredet seine Frau, ihre Zauberutensilien zu vernichten, und wird von diesem Zeitpunkt an vom Pech verfolgt. Diese Geschichte wurde dreimal verfilmt, zunächst 1944 als Weird Woman mit Lon Chaney jun. als Norman Saylor, dann 1962 als Hypno (Night of the Eagle, auch Burn Witch, Burn), mit Peter Wyngarde, und schließlich 1980 als Witches’ Brew (auch Which Witch is Which?). 1960 produzierte NBC eine Fernsehadaption für die Serie Moments of Fear. Keine der Verfilmungen konnte Leibers Vorlage adäquat umsetzen, einzig Hypno erlangte Anerkennung bei Kritikern und Interessierten des Genres.
Im Roman The Green Millennium von 1953 (dt. Das grüne Millennium, 1978), dessen Handlung in einer nahen Zukunft angesiedelt ist, spielen zum ersten Mal in Leibers Werk Aliens in Gestalt von Katzen eine zentrale Rolle: Eine Katze mit grünem Fell spaziert eines Morgens in Phil Gishs Leben und hebt sofort seine etwas trübe Stimmung. Wie sich herausstellt, sind hinter dieser Glücksgefühle erzeugenden Wunderkatze, die Phil auf den Namen Lucky tauft, sowohl der Geheimdienst, ein machtgieriger Psychiater als auch die Angehörigen einer seltsamen Nimm-Kontakt-mit-den-guten-Aliens-auf-Sekte her. In The Wanderer, 1964 (dt. Wanderer im Universum, 1979), Leibers längstem und ambitioniertesten Roman, für den er langwierige Recherchen anstellte, wird die Erde durch die Ankunft eines von intelligenten Wesen gesteuerten, im Weltall hin- und herspringenden Wanderplaneten von Erdbeben, Überschwemmungen und Unwettern erschüttert. Abwechselnd nimmt die Erzählung die Perspektive mehrerer Protagonisten in verschiedenen Teilen der Erde, im nahen Weltraum und auf dem Wanderer ein, und mit dem weiblichen, katzenartigen Alien Tigerishka gibt es erneut eine prominente Katzenfigur, die zudem in einer mondän eingerichteten Fliegenden Untertasse unterwegs ist. Die beste Geschichte Leibers, in der Katzen eine Rolle spielen, ist für viele Space-Time for Springers (1958).
Als letzter Horror-Roman Leibers erschien 1977 Our Lady of Darkness (dt. Herrin der Dunkelheit, 1980), der als eines der gelungensten und eindringlichsten Werke des Autors gilt. Our Lady of Darkness erscheint wie ein dunkles Echo von Conjure Wife und ist deutlich von der Zeit nach dem Tod von Leibers Frau Jonquil geprägt, als der Autor drei Jahre lang mit Alkoholismus und Schuldgefühlen zu kämpfen hatte, bis er seine Probleme in der 1974 beginnenden Arbeit an Our Lady of Darkness verarbeiten konnte. Der Roman spielt im San Francisco der Gegenwart, in dem der Schriftsteller Franz Westen von einem übernatürlichen Wesen – einem sogenannten Paramentalen – bedroht wird, das wie die Manifestation einer Jungschen Anima wirkt. Der Titel leitet sich aus einer – dem Roman auch vorangestellten – Passage aus Thomas de Quinceys kurzem Text Levana and Our Ladies of Sorrow (1845) ab, der als Sinnbild für die Bedrückungen des menschlichen Geistes drei unheimliche Schwestern aufführt, die in unser Leben einbrechen, wann und wo es ihnen beliebt: Mater Lachrymarum (Our Lady of Tears), Mater Suspiriorum (Our Lady of Sighs) und – als jüngste der Schwestern, die sich mit verschleiertem Gesicht unberechenbar, wie mit Tigersprüngen, bewegt – Mater Tenebrarum (Our Lady of Darkness). Unberechenbar bewegt sich auch das Wesen, das den Protagonisten verfolgt: „Vom Fenster seines winzigen Apartments aus sieht er die Corona Heights, den düsteren Bergrücken inmitten der Stadt. Eines Morgens erblickt er auf dem Gipfel eine tanzende fahlbraune Gestalt. Ist es ein Hippie, ein Spinner, ein seltsamer Heiliger? Franz Westen beschließt, der Sache nachzugehen. Er findet niemanden, als er auf dem Gipfel der Corona Heights steht. Als er mit dem Fernglas das Fenster seines Apartments sucht, stockt ihm der Atem. Er sieht im Fenster die fahlbraune Gestalt – und sie winkt ihm zu“ (Klappentext der deutschen Ausgabe).
Conjure Wife als frühes Beispiel und Our Lady of Darkness als „Spätwerk“ bilden damit den Rahmen von Leibers Schaffen im Horrorbereich. Weitere seiner Horrorstories, die seit Mitte der siebziger Jahre entstanden, etwa The Glove (1975), The Button Moulder (1979) und The Ghost Light (1984), beziehen sich in ihrer Thematik stark auf Our Lady of Darkness.
Ramsey Campbell nannte Fritz Leiber „den größten lebenden Autor der Horror-Literatur“.

### Fantasy
Neben Horror- und Science-Fiction-Geschichten veröffentlichte Leiber in einer Zeitspanne von 50 Jahren mehr als 30 Erzählungen unterschiedlicher Länge um das Helden- und Schurkenduo Fafhrd and the Gray Mouser (dt.  Fafhrd und der Graue Mausling), die innerhalb des Fantasy-Genres das Subgenre der Sword and Sorcery begründeten. Leiber erfand die beiden langlebigen Charaktere, ihre Welt Nehwon und deren größte Stadt Lankhmar in den 1930er Jahren zusammen mit seinem Studienkollegen Harry Fischer, wobei sich die beiden von der Edda, Peer Gynt und vermutlich auch Robert E. Howards Conan-Erzählungen inspirieren ließen, während Martha Fischer, Harrys Frau und bildende Künstlerin, Karten des imaginären Lands Newhon zeichnete. Die erste von Leiber geschriebene Geschichte um Fafhrd und den Grauen Mausling, Adept’s Gambit, wurde zwar 1935 vom damaligen Chefredakteur von Weird Tales, Farnsworth Wright, abgelehnt, aber Leiber kehrte, nachdem 1939 in Unknown mit Two Sought Adventure (später unter dem Titel The Jewels in the Forest bekannt) eine erste Fafhrd-Story erschienen war, in neuen Geschichten immer wieder zu seinen Figuren zurück, entwickelte und vertiefte nach und nach deren Charaktere und legte schließlich 1988 mit The Knight and Knave of Swords eine letzte Sammlung von drei Geschichten und einem Kurzroman aus der mittlerweile als „Schwerter“-Saga bekannten Reihe vor. Leiber selbst hat erklärt, dass die Gestalt des Grauen Mauslings ein Porträt seines Freundes Harry Fischer sei, während es sich bei Fafhrd um ein Selbstporträt handele.

### Katzen
1992 erschien in den USA mit Gummitch & Friends die bisher umfangreichste Sammlung von Leibers Katzengeschichten. Zu diesen Geschichten gehören Space-Time for Springers (1958), Kreativity for Kats (1961), Cats Cradle (1974, mit einem Auftritt von Tigerishka aus The Wanderer) und The Cat Hotel (1983).

## Auszeichnungen
Fritz Leiber erhielt viele Auszeichnungen und Ehrungen, darunter Hugo-, Nebula-, Locus- und World Fantasy Awards:
Hugo Award
- 1958: Bester Roman für The Big Time
- 1965: Bester Roman für The Wanderer
- 1968: Beste Novelette für Gonna Roll the Bones
- 1970: Beste Novelette für Ship of Shadows
- 1971: Beste Novelle für Ill Met in Lankhmar
- 1976: Beste Kurzgeschichte für Catch That Zeppelin!
- 2019: Retro-Hugo Bester Roman 1944 für Conjure Wife (Spielball der Hexen)

Nebula Award
- 1967: Beste Novelette für Gonna Roll The Bones
- 1970: Beste Novelle für Ill Met in Lankhmar
- 1975: Beste Kurzgeschichte für Catch the Zeppelin!

Locus Award
- 1975: Beste Sammlung für The Best of Fritz Leiber
- 1985: Beste Sammlung für The Ghost Light
- 2011: Beste Sammlung (kürzerer Werke) für Fritz Leiber: Selected Stories

World Fantasy Award
- 1976: Beste Kurzgeschichte für Belsen Express
- 1976: für sein Lebenswerk
- 1978: Bester Roman für Our Lady of Darkness

Weitere Auszeichnungen:
- 1962: Worldcon Special Convention Award für SF in der Werbung
- 1967: Forry Award für sein Lebenswerk
- 1975: Gandalf Grand Master Award für sein Lebenswerk
- 1976: British Fantasy Award für die Kurzgeschichtensammlung The Second Book of Fritz Leiber
- 1980: British Fantasy Award für die Kurzgeschichte The Button Moulder
- 1981: Balrog Award, Spezialpreis
- 1981: Damon Knight Memorial Grand Master Award für sein Lebenswerk
- 1981: SFWA Grand Master Award
- 1988: Bram Stoker Award für sein Lebenswerk
- 1988: Mrs. Anne Radcliffe Award für Conjure Wife
- 1999: Geffen Award für den Fantasy-Roman Swords and Deviltry
- 2001: Science Fiction Hall of Fame, postum für das Lebenswerk
- 2011: Benennung eines Asteroiden nach ihm: (196772) Fritzleiber

## Bibliographie (Auswahl)

### Serien
Change War
- The Big Time (1958)
  - Deutsch: Eine tolle Zeit / Eine große Zeit. Bastei Lübbe 1974, Übersetzer Thomas Schlück, DNB 740551353
- The Mind Spider (1961)
- Changewar (1983)

Fafhrd and the Gray Mouser / Fafhrd und Grauer Mausling
sortiert nach der inneren Chronologie. Alle Bände übersetzt von Thomas Schlück. Alle Bände sind Kurzgeschichtensammlungen.
- 1 Swords and Deviltry (1970)
  - Deutsch: Schwerter und Teufelei. Heyne 1972, DNB 730215970
- 2 Swords against Death (1970)
  - Deutsch: Schwerter gegen den Tod. Heyne 1972, DNB 730324842
- 3 Swords in the Mist (1968)
  - Deutsch: Schwerter im Nebel / Schwerter im Kampf. Heyne 1973, DNB 740546392
- 4 Swords Against Wizardry (1968)
  - Deutsch: Schwerter gegen Zauberei. Heyne 1973, DNB 740125001
- 5 The Swords of Lankhmar (1968)
  - Deutsch: Die Schwerter von Lankhmar. Heyne 1973, DNB 740001655
- 6 Swords and Ice Magic (1977)
  - Deutsch: Schwerter und Eiszauber. Heyne 1981, ISBN 3-453-30721-6
- 7 The Knight and Knave of Swords (1988)
  - Deutsch: Ritter und Knappe des Schwerts. Heyne 1997, ISBN 3-453-13344-7

Mitte der 2000er erschien eine vollständigere Neuübersetzung des Zyklus um Fafhrd und den Grauen Mausling von Joachim Körber in vier Bänden bei Edition Phantasia:
- Der unheilige Gral (2004)
- Die Herren von Quarmall (2005)
- Der traurige Henker (2006)
- Das Meerweib (2006)

Sammlungen:
- Two Sought Adventure (1957)
- Ships to the Stars (1964)
  - Deutsch: Tödlicher Mond ...und andere Utopia-Kurzgeschichten, Pabel-Utopia-Zukunftsroman Nr. 445 1965, DNB 455199787
- Rime Isle (1977)
- Bazaar of the Bizarre (1978)
- Heroes and Horrors (1978)
- Swords’ Masters (1989)
- The Three of Swords (1989)
- Ill Met in Lankhmar (1995)
  - Deutsch: Der unheilige Gral. ISBN 3-937897-00-3, 2004.
- Lean Times in Lankhmar (1996)
  - Deutsch: Die Herren von Quarmall. ISBN 3-937897-10-0, 2005.
- Return to Lankhmar (1997)
  - Deutsch: Der traurige Henker. ISBN 3-937897-18-6, 2006.
- Farewell to Lankhmar (1998)
  - Deutsch: Das Meerweib. ISBN 3-937897-21-6, 2007.
- Swords Against Wizardry/Swords of Lankhmar: The Adventures of Fafhrd and the Gray Mouser, Books 4 & 5 (2004)
- Swords in The Mist/Swords and Ice Magic: Fafhrd and The Gray Mouser, Books 3 and 6 (2005)

### Romane
- Conjure Wife (1943)
  - Deutsch: Spielball der Hexen / Hexenvolk. Pabel 1976, Übersetzerin Christiane Nogly, DNB 770512690
- Destiny Times Three (1945)
  - Deutsch: Welten des Grauens, Moewig Terra Bd. 400 1965, DNB 455020418
  - Neuveröffentlichung: Schicksal mal drei. Bastei Lübbe 1981, Übersetzer Fredy Köpsell, ISBN 3-404-23001-9
- Gather, Darkness! (1950)
  - Deutsch: Das Licht der Finsternis. Bastei Lübbe 1983, ISBN 3-404-22053-6
- The Sinful Ones (1950)
  - Deutsch: Die Sündhaften. Hohenheim 1982, Übersetzer Heinz Nagel, ISBN 3-8147-0026-0
- The Green Millennium (1953)
  - Deutsch: Das Grüne Millennium. Heyne 1978, Übersetzerin Elisabeth Simon, ISBN 3-453-30518-3
- The Silver Eggheads (1962)
  - Deutsch: Die programmierten Musen. , Fischer 1972, Übersetzer Thomas Schlück, DNB 720104300
- The Wanderer (1964)
- Wanderer im Universum. Heyne 1967, Übersetzer Wulf H. Bergner, DNB 457397918 (gekürzte deutsche Fassung; neu übersetzt und ungekürzt 1979)
- Tarzan and the Valley of Gold (1966)
- A Spectre is Haunting Texas (1969)
  - Deutsch: Ein Gespenst sucht Texas heim. Heyne 1974, Übersetzerin Birgit Reß-Bohusch, DNB 750048425
- Our Lady of Darkness (1977)
  - Deutsch: Herrin der Dunkelheit. Heyne 1980, Übersetzer  Hans Maeter, DNB 810118378
- The Dealings of Daniel Kesserich (1997)
  - Deutsch: Die Umtriebe des Daniel Kesserich. Edition Phantasia 2005, Übersetzer Joachim Körber, ISBN 3-924959-70-6

### Storysammlungen
- Night’s Black Agents (1947)
- Shadows with Eyes (1962)
- A Pail of Air (1964)
- Ships to the Stars (1964)
- Night of the Wolf (1966)
- The Secret Songs (1968)
  - Deutsch: Spekulationen. Übersetzt von Tony Westermayr. Goldmann (Goldmann TB #229), München 1976, ISBN 3-442-23229-5.
- Night Monsters (1969)
  - Deutsch: Die Spiegelwelt. Übersetzt von Tony Westermayr. Goldmann (Goldmann TB #0253), München 1977, ISBN 3-442-23253-8.
- The Best of Fritz Leiber (1974)
  - Deutsch: Die besten Stories von Fritz Leiber. Übersetzt von Eva Malsch. Moewig (Playboy SF #6709), München 1980, ISBN 3-8118-6709-1.
- The Book of Fritz Leiber (1974)
- The Second Book of Fritz Leiber (1975)
- The Worlds of Fritz Leiber (1976)
- Heroes and Horrors (1978)
- Ship of Shadows (1979)
- In the Beginning (1983)
- The Ghost Light (1984)
- The Leiber Chronicles (1990)
- Kreativity for Kats (1992)
- Gummitch & Friends (1992)
- Dark Ladies (1999)
- Smoke Ghost & Other Apparitions (2002)

### Herausgeber
- The World Fantasy Awards Volume Two (1980, mit Stuart David Schiff)
- Leiber Chronicles: Fifty Years of Fritz Leiber (1990, mit Martin H. Greenberg)